# 孫多慈
孫多慈（1913年—1975年），又名孫韻君，女，安徽壽縣人，中国藝術教育家。画家徐悲鸿的情妇，后来成为许绍棣的第二任妻子。

## 生平
1913年，孫多慈出生於安徽省壽縣一個顯赫的官僚世家。她的族亲祖辈是咸豐狀元、光緒帝師、京師大學堂初代管學大臣孫家鼐。她的父親是孫傳瑗，他曾在孫傳芳手下擔任秘書，後於大學擔任教職及行政職務。

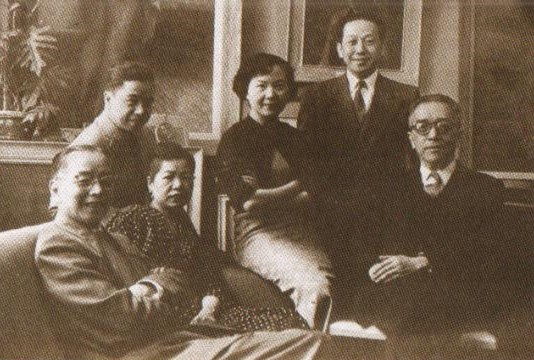
孫多慈（中）在1951年遊歷美國時於紐約與胡適（右一）、汪亞塵（左一）、王少陵（後排左一）等拍攝的合照。

1930年，孫多慈參加國立中央大學入學考試落榜；自此，她開始在該校旁聽藝術相關課程，她的作品也受到徐悲鴻賞識，两人开始发展感情。1931年，孫多慈考入該校。此後，徐悲鴻曾勉勵孫多慈效仿羅莎·邦賀等女性藝術家。徐悲鸿与孙多慈的婚外恋被众多师生察觉。1935年，孫多慈畢業並計畫申請公費留學，徐悲鴻为此进行各种学术运作；同時，徐悲鴻委請宗白華為《孫多慈描集》作序。徐悲鸿帮孙多慈争取公费留学的所作所为被徐悲鸿妻子蒋碧微阻止。當時，孫多慈與徐悲鴻的婚外情關係以及由此引发的学术舞弊等事宜引起眾人矚目和議論，抗战开始后，徐悲鸿将妻子儿女扔在战争区，一心一意护送孙多慈一家到广西避难，并在广西登报声明解除和妻子的“同居关系”。最终因为孙父坚决反对，二人八年婚外情以分手告终
1941年经郁达夫“前妻”王映霞介绍，认识了時任浙江省政府教育廳長許紹棣。孙多慈得以許紹棣成为其第二任妻子，婚后与許紹棣原配的孩子们不和。
1949年，孫多慈隨家人遷居臺灣，並前往歐美各地精進技藝，又在香港、菲律賓、美國、泰國、伊朗等地舉行展覽；同時，她也在臺灣師範大學擔任教職直至1971年退休為止。
1963年，孫多慈應張其昀邀請籌組中國文化學院美術系，並擔任該系第一任主任。
1975年，孫多慈因癌症逝世。

## 家庭
孫多慈與許紹棣育有許玨方等子女。

## 創作風格
孫多慈的創作形式包含油畫及水墨畫等，並繼承徐悲鴻的寫實主張。

## 代表作品
- 《瓶汲》（1930年）
- 《狮》（1934年）
- 《自畫像》（1934年）
- 《景寧風景》（1943年）
- 《泰国公主》（1961年）
- 《春城無處不飛華》（1971年）

## 外部連結
- 20130816 公視晚間新聞 孫多慈畫風寫實 特展紀念百歲冥誕
- 孫多慈女士- 李常生的部落格- udn部落格（页面存档备份，存于）